# Problema de les galàxies nanes
El problema de les galàxies nanes, sorgeix de les simulacions cosmològiques per ordinador que prediuen l'evolució de la distribució de la matèria en l'univers. La matèria fosca sembla agrupar-se jeràrquicament i en un nombre creixent d'halos de mida cada vegada menor. Tot i això, mentre sembla haver prou galàxies de mida normal formant aquesta distribució, el nombre de galàxies nanes és més baix de l'esperat segons les simulacions. Com a comparació, s'observaren al voltant de 38 galàxies nanes en el grup local, i només unes 11 orbitant la Via Làctia, tot i que una simulació de matèria fosca en prediu 500 a la Via Làctia.
Aquest problema té dues possibles solucions. Una és que els halos més petits existeixen però només uns pocs són visibles perquè no han aconseguit atraure prou matèria bariònica per a crear una galàxia nana visible. Com a suport a aquesta idea, les observacions fetes el 2007 per l'observatori Keck descobriren vuit galàxies satèl·lits nanes de la Via Làctia ultra febles de les que sis eren un 99,9% de matèria fosca (amb una relació massa/lluminositat d'uns 1000) Una altra solució podria ser que galàxies més grans desfessin per forces de marea o engolissin les galàxies nanes a causa d'interaccions complexes. Aqueste destrucció per forces de marea ha estat part del problema en identificar les galàxies nanes en primer lloc, la qual és extremadament difícil, ja que aquests objectes tenen una lluentor superficial baixa i estan molt difusos, tant que són pràcticament invisibles en el nostre veïnatge.